# Principles for Responsible Investment

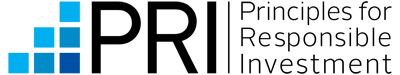
Principles for Responsible Investment (PRI).

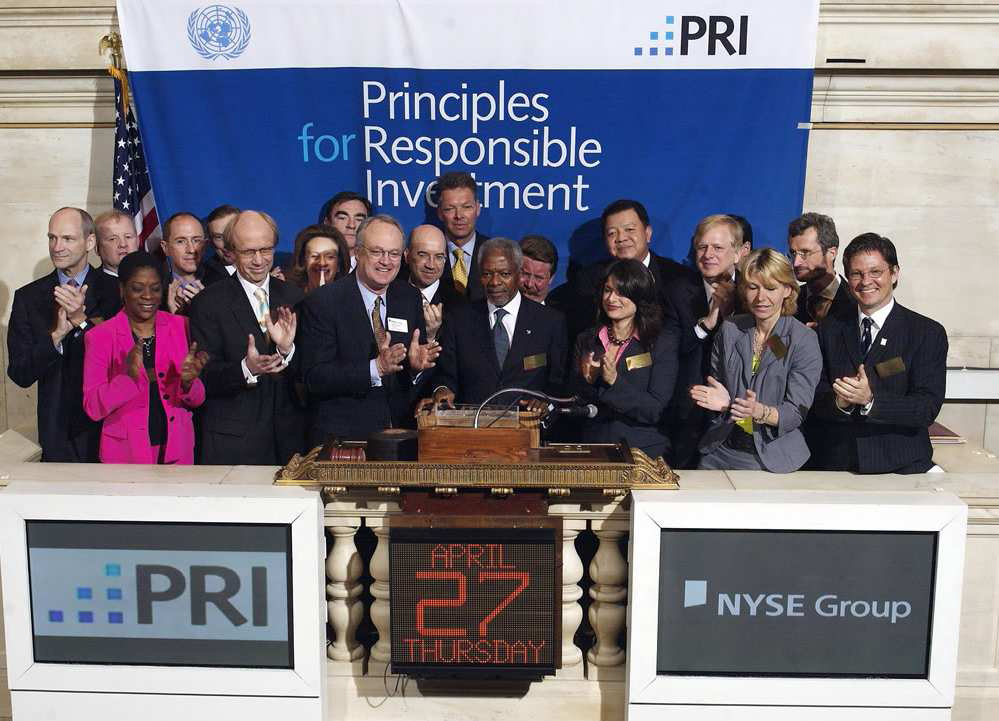
2006.

Die UN Principles for Responsible Investment (UN PRI), deutsch: Prinzipien für verantwortliches Investieren (UNPRI), sind eine 2006 gegründete Investoreninitiative in Partnerschaft mit der Finanzinitiative des UN-Umweltprogramms UNEP und dem UN Global Compact. Die von den Vereinten Nationen unterstützte Initiative ist ein internationales Investorennetzwerk, das sechs Prinzipien für verantwortungsvolle Investments erstellt hat und umsetzen will. Ziel ist es, die Auswirkungen von Nachhaltigkeit für Investoren zu verstehen und die Unterzeichner dabei zu unterstützen, diese Themen in ihre Investitionsentscheidungsprozesse einzubauen. So tragen Unterzeichner zu einem nachhaltigeren globalen Finanzsystem bei. Die Ziele sind freiwillig und unverbindlich.
Gemäß Bericht über das 2. Quartal 2023 gab es per 30. Juni 2023 insgesamt 5.372 Unterzeichner (Signatories), die zusammen 121,3 Billionen USD repräsentieren – darunter 732 Investoren (Asset Owner). Weil Investoren (Asset Owner), Vermögensverwalter (Investment Manager) und Dienstleister (Service Provider) Unterzeichner der UN PRI sind, kommt es zu Doppelzählungen derselben Anlagen (Assets), so dass dieses Gesamtvolumen nicht einfach mit Vermögensangaben aus Berichten anderer Organisationen verglichen werden kann.

## Prinzipien
Zu den sechs Prinzipien gehören:
1. Wir werden Environment-Social-Governance-Themen (ESG; Ökologie-, Sozial- und Unternehmensführungs-Themen) in Investmentanalyse- und Entscheidungsfindungsprozesse einbeziehen.
2. Wir werden aktive Inhaber sein und ESG-Themen in unsere Eigentümerpolitik und -praxis integrieren.
3. Wir werden auf angemessene Offenlegung von ESG-Themen bei den Unternehmen achten, in die wir investieren.
4. Wir werden die Akzeptanz und die Umsetzung der Grundsätze in der Investmentindustrie vorantreiben.
5. Wir werden zusammenarbeiten, um unsere Effektivität bei der Umsetzung der Grundsätze zu steigern.
6. Wir werden jeweils über unsere Aktivitäten und Fortschritte bei der Umsetzung der Grundsätze berichten.